# Список замков Лихтенштейна
В данной статье приведён список замков Лихтенштейна. Всего в княжестве пять замков, три из которых лежат в руинах.
| Название                                           | Местоположение | Изображение | Состояние    | Дата постройки | Комментарий | Прим.                                   |
| -------------------------------------------------- | -------------- | ----------- | ------------ | -------------- | --- | --------------------------------------- |
| Замок Альт-Шелленберг (нем. Burg Alt-Schellenberg) | Шелленберг     |             | руины        | ок. 1250       | Заброшен приблизительно в XVI веке. В 1956 году Франц Иосиф II передал развалены в собственность Исторической ассоциации княжества Лихтенштейн. Открыт для туристов.                                 | [ 1 ] [ 2 ] [ 3 ]                       |
| Замок Вадуц (нем. Schloss Vaduz)                   | Вадуц          |             | не повреждён | XII в.         | Вероятно построен графами Верденбергами-Заргансами. Разрушен во время Швабской войны. В 1712 году перешёл в собственность Лихтенштейнского дома. С 1938 года основная резиденция князя Лихтенштейна. | [ 4 ] [ 5 ] [ 3 ]                       |
| Замок Гутенберг (нем. Burg Gutenberg)              | Бальцерс       |             | не повреждён | ок. 1100       | В 1314 году перешёл к Габсбургам. Во время Старой цюрихской войны был сильно повреждён пожаром; в 1795 году снова сгорел. Восстановлен к 1912 году. В государственной собственности с 1979 года.     | [ 6 ] [ 7 ] [ 3 ]                       |
| Замок Ной-Шелленберг (нем. Burg Neu-Schellenberg)  | Шелленберг     |             | руины        | ок. 1200       | См. комментарий к замку Альт-Шелленберг. | [ 8 ] [ 9 ] [ 2 ] [ 3 ]                 |
| Замок Шалун (нем. Burg Schalun)                    | Вадуц          |             | руины        | конец XII в.   | В XVIII веке перешёл во владение тогдашнего принца-регента Лихтенштейна. Право собственности на руины замка было передано муниципалитету Вадуца в 1933 году. Открыт для туристов.                    | [ 10 ] [ 11 ] [ 12 ] [ 5 ] [ 13 ] [ 3 ] |